# Gergana Slavčeva
Gergana Danova Slavčeva, coniugata Simeonova (in bulgaro Гергана Данова Славчева-Симеонова?; Sofia, 20 ottobre 1979), è un'ex cestista bulgara.
Ala di 188 cm, ha giocato nella Serie A1 italiana con La Spezia, Vicenza, Como e Priolo.
È sposata con Vencislav Simeonov, pallavolista italo-bulgaro con una lunga militanza nel campionato italiano: la coppia ha due figlie.

## Carriera

### Con i club
Come guardia, ha giocato nella NCAA con la Florida International University.
È stata selezionata per l'All-Star Game di Serie A1 nel 2006.
L'esperienza in Francia con Tarbes dura fino a marzo 2007, finché l'atmosfera che si respira la convince a tornare in Italia, alla Comense. Nell'estate 2009 rescinde il contratto che la lega a Como perché incinta.
Dopo un anno di inattività per la maternità, gioca a Priolo e quindi è ingaggiata dalla Lavezzini Parma. Ha disputato l'ultima partita nel gennaio 2013, per poi trasferirsi in Germania con il marito e dedicarsi solo alla crescita della figlia.

### In Nazionale
Con la Bulgaria ha giocato sei Europei.

## Statistiche

### Presenze e punti nei club
Statistiche aggiornate al 30 giugno 2013
| Stagione        | Squadra                   | Competizione | Partite | Partite | Partite | Statistiche tiro | Statistiche tiro | Statistiche tiro | Altre statistiche | Altre statistiche | Altre statistiche | Altre statistiche | Altre statistiche |
| Stagione        | Squadra                   | Competizione | Pres.   | Titol.  | Minuti  | Tiri da 2        | Tiri da 3        | Liberi           | Rimb.             | Assist            | Rubate            | Stopp.            | Punti             |
| --------------- | ------------------------- | ------------ | ------- | ------- | ------- | ---------------- | ---------------- | ---------------- | ----------------- | ----------------- | ----------------- | ----------------- | ----------------- |
| 2003            | Phoenix Mercury           | WNBA         | 2       | 0       | 12      | 0/2              | 0/2              | 0                | 0                 | 1                 | 0                 | 0                 | 0                 |
| 2003-2004       | TermoCarispe La Spezia    | Serie A1     | 30      | 2       | 975     | 79/212           | 47/119           | 105/138          | 184               | 44                | 61                | 2                 | 418               |
| 2004-2005       | TermoCarispe La Spezia    | Serie A1     | 29      | 0       | 956     | 89/207           | 45/157           | 121/156          | 149               | 47                | 64                | 0                 | 434               |
| 2005-2006       | Centro S.Palladio Vicenza | Serie A1     | 36      | 31      | 1086    | 101/253          | 35/125           | 189/248          | 261               | 52                | 66                | 1                 | 496               |
| '06-mar. '07    | Tarbes Gespe Bigorre      | LFB          |         |         |         |                  |                  |                  |                   |                   |                   |                   |                   |
| mar. '07-'07    | Pool Comense              | Serie A1     | 10      | 10      | 267     | 18/52            | 11/36            | 34/51            | 54                | 14                | 12                | 5                 | 103               |
| 2007-2008       | Pool Comense              | Serie A1     | 26      | 26      | 826     | 55/133           | 45/114           | 69/91            | 147               | 65                | 57                | 3                 | 314               |
| 2008-2009       | Pool Comense              | Serie A1     | 28      | 25      | 846     | 56/122           | 38/118           | 49/72            | 127               | 40                | 46                | 4                 | 275               |
| '10-gen. '11    | Erg Priolo                | Serie A1     | 11      | 8       | 236     | 6/25             | 9/25             | 17/23            | 37                | 11                | 7                 | 1                 | 56                |
| 2011-2012       | Lavezzini Parma           | Serie A1     | 24      | 4       | 539     | 30/69            | 39/105           | 41/51            | 102               | 13                | 46                | 4                 | 218               |
| '12-gen. '13    | Lavezzini Parma           | Serie A1     | 11      | 11      | 334     | 12/25            | 15/59            | 20/29            | 60                | 14                | 9                 | 1                 | 89                |
| Totale carriera |                           |              |         |         |         |                  |                  |                  |                   |                   |                   |                   |                   |